# Ravensberger Gymnasium Herford
Das Ravensberger Gymnasium ist eines von drei Gymnasien der ostwestfälischen Stadt Herford in Nordrhein-Westfalen.

## Lage

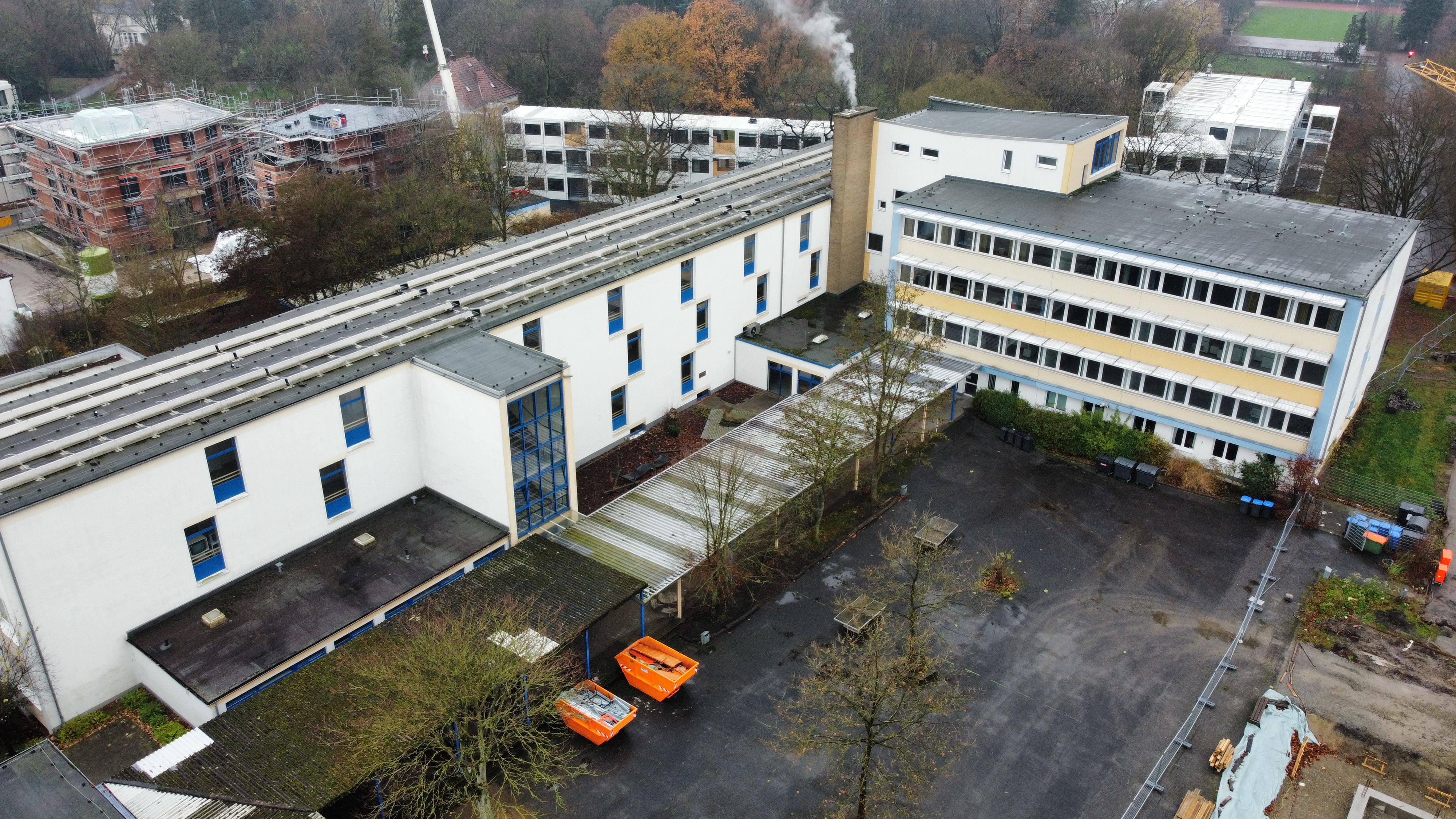
Ravensberger Gymnasium

Das Ravensberger Gymnasium liegt am Rande der Innenstadt von Herford in einem ruhigen Grünbereich an der Werrestraße und ist durch gute Verkehrsverbindungen auch für auswärtige Schüler leicht zu erreichen. In Sichtweite befindet sich das Friedrichs-Gymnasium Herford. Auch der Bahnhof ist mit ca. 15 min Fußweg nicht weit entfernt.

## Geschichte
1868 wurde das Ravensberger Gymnasium als Ackerbauschule in einem Gebäude an der Elisabethstraße mit drei Lehrern und 22 Schülern gegründet. Im Jahr 1896 wurde diese Schule zu einer Landwirtschafts- und Realschule umgewandelt, und es erfolgte der Umzug in ein neues Schulgebäude am Münsterkirchplatz. 1922 trennte sich die Ackerbauschule ab und wurde von der Landwirtschaftskammer Nordrhein-Westfalen als Landwirtschaftsschule übernommen, woraus später die Fachschule für Agrarwirtschaft Herford wurde.
Ab dem Schuljahr 1926/1927 wurde diese Realschule zur Oberrealschule (für Jungen) erweitert; somit hatten die Schüler nun die Möglichkeit, die Abiturprüfung abzulegen. Die ersten Abiturprüfungen gab es 1928. In diesem Jahr besuchten 494 Schüler die Schule. 1937 wurde die Einrichtung in Oberschule für Jungen umbenannt. Da die Königin-Mathilde-Schule im Zweiten Weltkrieg als Lazarett diente, nutzten deren Schüler und Lehrer das Gebäude der Oberschule mit. Bei einem Luftangriff am 9. November 1944 wurde die Nordseite des Schulgebäudes stark beschädigt. Nach dem Einmarsch der Amerikaner in Herford wurde die Schule von April 1945 bis Februar 1946 geschlossen.
Im Zuge der Schulreform nach dem Zweiten Weltkrieg fand 1948 eine weitere Umwandlung der Oberrealschule in ein neusprachliches und mathematisch-naturwissenschaftliches Gymnasium mit damals 450 Schülern statt. Im Jahr 1954 schließlich erhielt diese Schule den heutigen Namen Ravensberger Gymnasium. Der bislang letzte Umzug fand im April 1960 in den Neubau am Lübberbruch statt. Acht Jahre später wurde dieses Gebäude erweitert. Die ersten 33 Mädchen wurden 1974 an der Schule aufgenommen. Im Jahr 2015 erfolgte die Auszeichnung als Schule ohne Rassismus – Schule mit Courage. Schul- und Projektpaten sind das deutsche Zauberkünstler-Duo Ehrlich Brothers, welche selbst als Schüler auf dieser Schule waren.
Im Sommer 2018 feierte das Ravensberger Gymnasium sein 150-jähriges Jubiläum mit zahlreichen Veranstaltungen.

## Baustelle 2019 – heute
Im März 2019 hatte die Stadtverwaltung Herford die erst Mitte 2018 nach mehrjähriger Sanierung eröffneten neuen naturwissenschaftlichen Fachräume wegen Brandschutzproblemen dauerhaft gesperrt. Bei den Bauarbeiten war der Brandschutz irreparabel beschädigt worden. Ende Juni 2019 teilte die Stadtverwaltung mit, dass ein Teilneubau der Schule vorgesehen ist, der Anfang 2022 abgeschlossen sein soll.
Mitte 2021 informierte die Stadt Herford darüber, dass für den Um- bzw. Neubau mit Kosten von über 40 Millionen Euro zu rechnen ist und dass die neuen Gebäude nicht vor 2023 bezugsfertig sein werden. Nach verschiedenen Verzögerungen meldete im Sommer 2023 das ausführende Architekturbüro Insolvenz an, bevor im Januar 2024 ein neues Architektenbüro gefunden wurde. Die neue Dreifach-Sporthalle wurde am 14. August 2024 eröffnet, die erste Nutzung fand nach den Sommerferien statt. Die Fertigstellung ist nun für das Jahr 2026 geplant, der Umzug von den Containern in das neue Schulgebäude soll im Schuljahr 26/27 erfolgen.

## Schulleben

### Science-Klassen
Seit dem Schuljahr 2015/2016 bietet das Ravensberger Gymnasium unter dem Namen Science-Klasse einen naturwissenschaftlichen Schwerpunkt in den Klassen 5 bis 8 an. Das bedeutet:
- in Jahrgang 5 mehr Biologieunterricht,
- in Jahrgang 6 mehr Physikunterricht,
- in Jahrgang 7 mehr Chemieunterricht und
- in Jahrgang 8 mehr Informatikunterricht.

### Musikalischer Bereich
In Jahrgangsstufe 5/6 bietet das Ravensberger Gymnasium vielfältige Möglichkeiten für den Musikunterricht. Neben den Orchesternklassen gibt es eine Chorklasse und den normalen Musikunterricht.
Die Orchesterklassen finden in Zusammenarbeit mit der Musikschule Herford statt. Nach Abschluss der Klasse 6 gibt es die Möglichkeit das erlernte Instrument gebraucht zu erwerben und sich so in vielfältigen AG´s zu beteiligen, das Holzbläser-Ensemble, das Blechbläser-Ensemble, das Instrumental-Ensemble, die Junior-Band oder die Big-Band. Auch nach Abschluss der Chorklasse gibt es die Möglichkeit sich im Oberstufenchor mitzuwirken.
Jedes Jahr findet ein Sommer-, Weihnachts- und Frühjahrskonzert statt. Hierbei sind das Sommer- und Weihnachtskonzerte die Möglichkeit für verschiedene Ensembles-, Instrumental- und Chor-AG´s das erlernte zu präsentieren. Während die beiden großen Konzerte eher den regelmäßig stattfindenden Gruppen vorbehalten sind, sollen auch diese Schülerinnen und Schüler eine angemessene Auftrittsmöglichkeit haben. Beim Frühjahrskonzert können sich daher Solisten oder kleine Ensembles vor Publikum präsentieren.

### Sport
Das Ravensberger Gymnasium hat im aktuellen Schuljahr 15 Schulmannschaften in folgenden Wettkampfklassen (WK) gemeldet:
WK I (Alter 16–18), WK II (Alter 14–16), WK III (Alter 12–14) und WK IV (Alter 10–12).

### Arbeitsgemeinschaften
Schülerzeitung-AG (ravi-news.de)
Fußball:
WK I und II Jungen
WK I bis III Mädchen
Handball:
WK I bis IV Jungen
Basketball:
WK II Mädchen
WK I Jungen
Tennis:
WK II und III Jungen
WK III Mädchen
Volleyball:
WK IV Jungen

### Klassen-/Studienfahrten
Bereits zum Beginn ihrer Schullaufbahn haben die Schüler eine mehrtägige Fahrt zum Gut Bustedt. Diese Fahrt dient hauptsächlich als „Kennenlernenfahrt“ und findet am Anfang des Jahrgangs 5 statt. Danach steht in Jahrgang 7 die Fahrt nach Langeoog oder Norderney an. Diese fielen in den Corona-Jahren aus. Wer als 2. Fremdsprache Latein gewählt hat, kann im Jahrgang 10 endlich erfahren, wofür man diese Sprache gelernt hat, aufgrund einer Studienfahrt nach Rom. Gleichzeitig wird im Normalfall versucht, dass ebenfalls der Französisch- und Spanisch-Kurs eine Fahrt nach Paris/Madrid macht. Dies ist jedoch nicht in jedem Jahr umsetzbar. In der Qualifikationsphase wird eine Studienfahrt durchgeführt. Sie liegt entweder vor den Sommerferien im ersten Jahr der Qualifikationsphase oder vor den Herbstferien im zweiten Jahr. Je nach Größe der Jahrgangsstufe werden drei bis vier Ziele zum Beispiel in England, Frankreich oder Spanien angeboten. Die Vorbereitung erfolgt in fächerübergreifenden Projekten in geeigneten Kursen, zum Beispiel Kunst, Französisch, Spanisch oder Geschichte. Zudem können Schülerinnen und Schüler der Q1 einen Projektkurs „Geschichte/Sozialwissenschaften“ wählen, der eine etwa fünftägige Reise nach Oświęcim (Polen) vorbereitet, bei der der Besuch der KZ-Gedenkstätten Auschwitz und Auschwitz-Birkenau im Zentrum steht.

## Ausstattung
Die Schule verfügt neben zahlreichen Klassen- und Fachräumen über eine eigene Cafeteria, die von ehrenamtlich tätigen Eltern betrieben wird. Zusätzlich steht den Schülern der Oberstufe ein Selbstlernzentrum mit 30 Arbeitsplätzen und 16 vernetzten Computern zur Verfügung. Das direkt benachbarte Stadttheater wird als Aula für Konzerte, Aufführungen und Vorträge genutzt. Zusätzlich ist eine Dreifach-Sporthalle vorhanden. Seit dem 6. Dezember 2021 sind alle Schülerinnen und Schüler mit einem iPad ausgestattet.

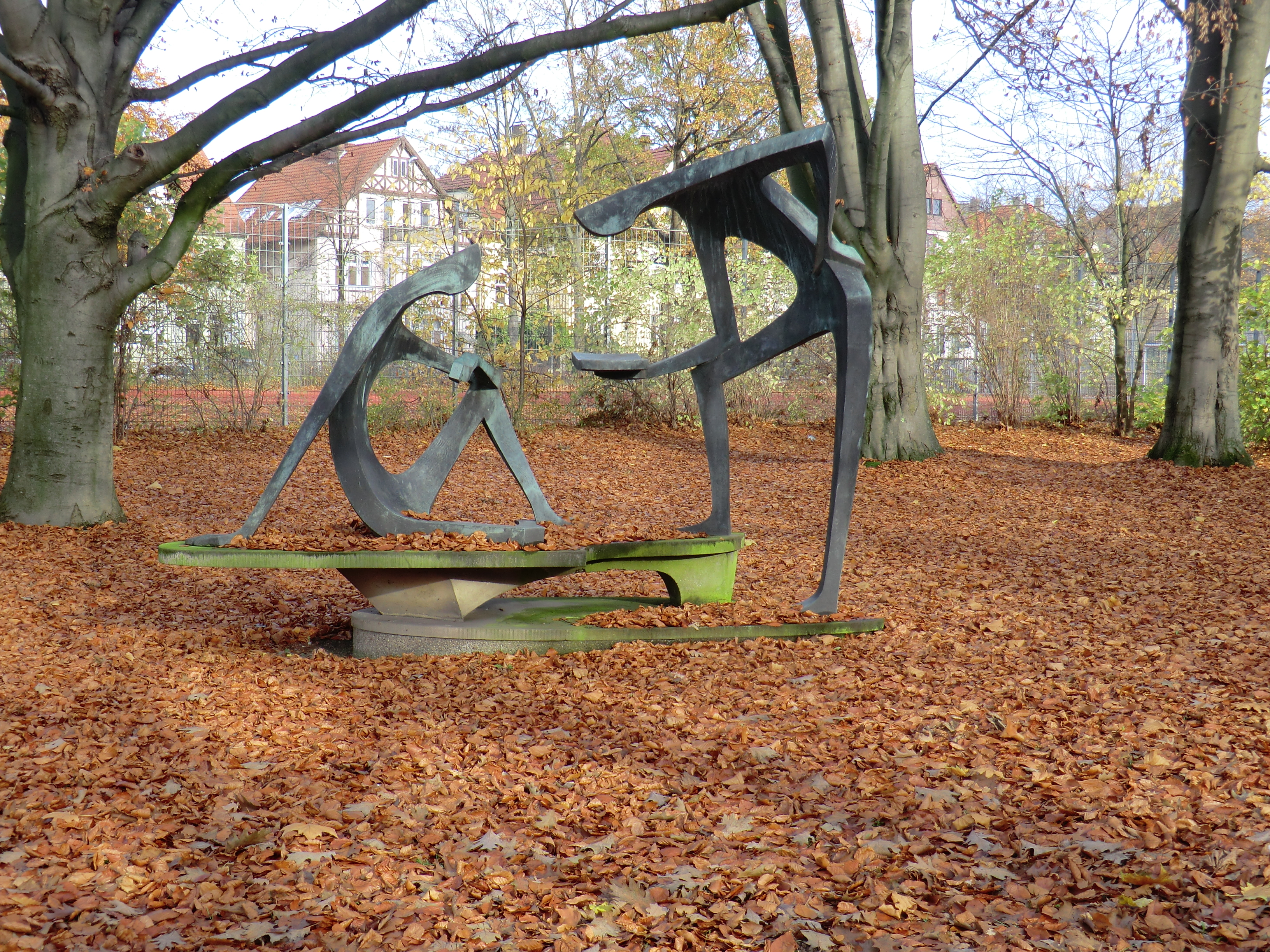
Skulptur von Günter Laurin vor dem Gymnasium

## Besonderheiten
Das Ravensberger Gymnasium und das Friedrichs-Gymnasium kooperieren im Bereich der Oberstufe. So gibt es ein breitgefächertes Angebot an Grund- und Leistungskursen. 1989 startete der Modellversuch „Leistungskurs Informatik“ am RGH. Die Schule hatte somit als eine der ersten Schulen Informatik im Programm und man kann den Kurs auch als Leistungskurs im Abitur belegen.
Die Schüler des Ravensberger Gymnasiums haben mehrfach in ihrer Schullaufbahn die Möglichkeit, an Austauschprogrammen teilnehmen. Die Partnerschulen befinden sich in Fredericia (Dänemark), Bourg-en-Bresse (Frankreich) und in San Jose (Kalifornien).

## Liste der Direktoren
- 1868–1896 Ferdinand Borgdorf
- 1896–1911 Karl Droysen
- 1911–1930 Otto Paalhorn
- 1930–1939 Heinrich Rüping
- 1939–1940 Albert Burchardt
- 1940–1945 Paul Baesen
- 1945–1952 Albert Burchardt
- 1952–1975 Bernhard Möhring
- 1975–1981 Eberhard Sitte
- 1981–1995 Gerhard Barrmeyer
- 1995–2004 Christa Bredner
- 2004–2021 Rita Klötzer
- seit 2021 Andrea Bartels

## Bekannte Schüler
- Ehrlich Brothers (* 1978), (* 1982), deutsches Zauberkünstler-Duo